# Championnats de France de natation 2014
Navigation
Dunkerque 2013 Limoges 2015
Les Championnats de France de natation en grand bassin 2014 se déroulent du 8 au 13 avril 2014 à Chartres, dans le département d'Eure-et-Loir.

## Résultats
Ces championnats sont qualificatifs pour les Championnats d'Europe de Berlin 2014 qui se dérouleront du 13 au 24 août 2014. Les nageurs qualifiés sont suivis d'un (Q).
Pour se qualifier, il faut satisfaire 2 conditions :
- terminer dans les 4 premiers de la finale
- réaliser les minima suivants

|              | Dames          | Hommes         |
| ------------ | -------------- | -------------- |
| 50 m         | 25 s 54        | 22 s 74        |
| 100 m        | 55 s 41        | 49 s 96        |
| 200 m        | 2 min 0 s 58   | 1 min 49 s 54  |
| 400 m        | 4 min 12 s 77  | 3 min 53 s 02  |
| 800 m        | 8 min 36 s 94  | 8 min 4 s 22   |
| 1500 m       | 16 min 42 s 76 | 15 min 18 s 05 |
| 50 dos       | 29 s 31        | 26 s 05        |
| 100 dos      | 1 min 2 s 16   | 55 s 24        |
| 200 dos      | 2 min 14 s 01  | 2 min 0 s 58   |
| 50 brasse    | 32 s 20        | 28 s 36        |
| 100 brasse   | 1 min 9 s 52   | 1 min 2 s 02   |
| 200 brasse   | 2 min 30 s 50  | 2 min 13 s 76  |
| 50 papillon  | 27 s 26        | 24 s 30        |
| 100 papillon | 1 min 0 s 39   | 53 s 52        |
| 200 papillon | 2 min 13 s 69  | 2 min 0 s 03   |
| 200 4 nages  | 2 min 16 s 09  | 2 min 2 s 08   |
| 400 4 nages  | 4 min 46 s 92  | 4 min 21 s 34  |

### Podiums hommes
| Discipline | Or                                            | Temps          | Argent                                        | Temps          | Bronze                                           | Temps          |
| Nage libre |                                               |                |                                               |                |                                                  |                |
| 50 m       | Florent Manaudou (Q) CN Marseille             | 21 s 70        | Nosy Pelagie (Q) Lyon Natation                | 22 s 43        | Fabien Gilot (Q) Clément Mignon (Q) CN Marseille | 22 s 45        |
| 100 m      | Florent Manaudou (Q) CN Marseille             | 48 s 69        | Mehdy Metella (Q) CN Marseille                | 48 s 72        | Fabien Gilot (Q) CN Marseille                    | 48 s 73        |
| 200 m      | Yannick Agnel (Q) Olympic Nice Natation       | 1 min 45 s 63  | Grégory Mallet (Q) CN Marseille               | 1 min 48 s 29  | Lorys Bourelly (Q) Dauphins du TOEC              | 1 min 49 s 05  |
| 400 m      | Yannick Agnel (Q) Olympic Nice Natation       | 3 min 49 s 65  | Anthony Pannier (Q) AAS Sarcelles Natation 95 | 3 min 51 s 77  | Damien Joly CN Antibes                           | 3 min 51 s 83  |
| 800 m      | Anthony Pannier (Q) AAS Sarcelles Natation 95 | 7 min 56 s 11  | Joris Bouchaut (Q) Dauphins du TOEC           | 7 min 57 s 53  | Axel Reymond (Q) AS Le Plessis-Savigny           | 7 min 58 s 45  |
| 1500 m     | Joris Bouchaut (Q) Dauphins du TOEC           | 15 min 08 s 65 | Damien Joly (Q) CN Antibes                    | 15 min 12 s 65 | Axel Reymond AS Le Plessis-Savigny               | 15 min 18 s 13 |
| Dos        |                                               |                |                                               |                |                                                  |                |
| 50 m       | Camille Lacourt (Q) CN Marseille              | 24 s 37        | Jérémy Stravius (Q) Amiens Métropole Natation | 24 s 80        | Eric Ress (Q) CN Antibes                         | 25 s 79        |
| 100 m      | Camille Lacourt (Q) CN Marseille              | 53 s 73        | Jérémy Stravius (Q) Amiens Métropole Natation | 53 s 86        | Benjamin Stasiulis (Q) CN Marseille              | 54 s 84        |
| 200 m      | Eric Ress (Q) CN Antibes                      | 1 min 58 s 61  | Benjamin Stasiulis (Q) CN Marseille           | 2 min 00 s 00  | Florian Joly Dauphins du TOEC                    | 2 min 01 s 44  |
| Brasse     |                                               |                |                                               |                |                                                  |                |
| 50 m       | Florent Manaudou (Q) CN Marseille             | 27 s 66        | Giacomo Perez-Dortona (Q) CN Marseille        | 27 s 70        | Eddie Moueddene Amiens Métropole Natation        | 28 s 61        |
| 100 m      | Giacomo Perez-Dortona (Q) CN Marseille        | 1 min 01 s 20  | Thomas Dahlia (Q) CN Antibes                  | 1 min 01 s 60  | Quentin Coton (Q) CN Antibes                     | 1 min 01 s 88  |
| 200 m      | Thomas Dahlia (Q) CN Antibes                  | 2 min 11 s 43  | Quentin Coton (Q) CN Antibes                  | 2 min 11 s 60  | William Debourges CN Antibes                     | 2 min 14 s 23  |
| Papillon   |                                               |                |                                               |                |                                                  |                |
| 50 m       | Florent Manaudou (Q) CN Marseille             | 23 s 25        | Mehdy Metella (Q) CN Marseille                | 23 s 77        | Fabien Gilot (Q) CN Marseille                    | 23 s 84        |
| 100 m      | Mehdy Metella (Q) CN Marseille                | 52 s 56        | Jérémy Stravius (Q) Amiens Métropole Natation | 52 s 78        | Camille Lacourt CN Marseille                     | 53 s 64        |
| 200 m      | Jordan Coelho (Q) Etampes Natation            | 1 min 56 s 95  | Jérémy Stravius (Q) Amiens Métropole Natation | 1 min 57 s 73  | Thomas Vilaceca (Q) Montauban Natation           | 1 min 58 s 87  |
| 4 nages    |                                               |                |                                               |                |                                                  |                |
| 200 m      | Ganesh Pedurand Dauphins du TOEC              | 2 min 02 s 50  | Romain Landry Dauphins du TOEC                | 2 min 02 s 76  | Cyril Chatron Ambérieu Natation                  | 2 min 03 s 03  |
| 400 m      | Quentin Coton (Q) CN Antibes                  | 4 min 20 s 94  | Théo Fuchs Amiens Métropole Natation          | 4 min 26 s 55  | Ganesh Pedurand Dauphins du TOEC                 | 4 min 26 s 99  |

### Podiums femmes
| Discipline | Or                                                                            | Temps          | Argent                                          | Temps          | Bronze                                                  | Temps          |
| Nage libre |                                                                               |                |                                                 |                |                                                         |                |
| 50 m       | Anna Santamans (Q) Olympic Nice Natation                                      | 25 s 01        | Camille Muffat (Q) Olympic Nice Natation        | 25 s 52        | Anouchka Martin CO Saint-Dizier Natation                | 25 s 65        |
| 100 m      | Camille Muffat (Q) Olympic Nice Natation                                      | 54 s 08        | Charlotte Bonnet (Q) Olympic Nice Natation      | 54 s 62        | Anna Santamans (Q) Cloé Hache (Q) Olympic Nice Natation | 55 s 35        |
| 200 m      | Camille Muffat (Q) Olympic Nice Natation                                      | 1 min 57 s 05  | Charlotte Bonnet (Q) Olympic Nice Natation      | 1 min 58 s 00  | Coralie Balmy (Q) Mulhouse ON                           | 1 min 59 s 48  |
| 400 m      | Camille Muffat (Q) Olympic Nice Natation                                      | 4 min 07 s 14  | Coralie Balmy (Q) Mulhouse ON                   | 4 min 08 s 90  | Ophélie-Cyrielle Etienne Lille Métropole Natation       | 4 min 15 s 60  |
| 800 m      | Coralie Balmy (Q) Mulhouse ON                                                 | 8 min 29 s 18  | Morgane Rothon Alliance Dijon Natation          | 8 min 42 s 17  | Coralie Codevelle AAS Sarcelles Natation 95             | 8 min 45 s 54  |
| 1500 m     | Morgane Rothon (Q) Alliance Dijon Natation                                    | 16 min 32 s 84 | Coralie Codevelle (Q) AAS Sarcelles Natation 95 | 16 min 39 s 36 | Aurélie Muller (Q) CN Sarreguemines                     | 16 min 41 s 22 |
| Dos        |                                                                               |                |                                                 |                |                                                         |                |
| 50 m       | Béryl Gastaldello (Q) CN Marseille                                            | 28 s 73        | Mathilde Cini (Q) Valence Triathlon             | 28 s 83        | Camille Gheorghiu (Q) CN Antibes                        | 28 s 95        |
| 100 m      | Cloé Credeville (Q) CN Marseille                                              | 1 min 01 s 98  | Mathilde Cini Valence Triathlon                 | 1 min 02 s 34  | Béryl Gastaldello CN Marseille                          | 1 min 02 s 37  |
| 200 m      | Cloé Credeville (Q) CN Marseille                                              | 2 min 12 s 55  | Fantine Lesaffre (Q) Mulhouse ON                | 2 min 13 s 63  | Justine Ress CN Antibes                                 | 2 min 14 s 91  |
| Brasse     |                                                                               |                |                                                 |                |                                                         |                |
| 50 m       | Coralie Dobral (Q) Montauban Natation                                         | 32 s 14        | Claire Polit ASPTT Montpellier                  | 32 s 25        | Chloé Cazier Beauvaisis Aquatic Club                    | 32 s 27        |
| 100 m      | Charlotte Bonnet (Q) Olympic Nice Natation Claire Polit (Q) ASPTT Montpellier | 1 min 09 s 25  | Non attribuée                                   |                | Fanny Deberghes ASPTT Montpellier                       | 1 min 10 s 03  |
| 200 m      | Coralie Dobral (Q) Montauban Natation                                         | 2 min 30 s 49  | Fanny Deberghes ASPTT Montpellier               | 2 min 30 s 80  | Laura Paquit Tarbes Nautic Club                         | 2 min 32 s 76  |
| Papillon   |                                                                               |                |                                                 |                |                                                         |                |
| 50 m       | Mélanie Henique (Q) Amiens Métropole Natation                                 | 26 s 29        | Marie Wattel (Q) Olympic Nice Natation          | 26 s 71        | Béryl Gastaldello (Q) CN Marseille                      | 26 s 74        |
| 100 m      | Camille Muffat (Q) Olympic Nice Natation                                      | 58 s 54        | Marie Wattel (Q) Olympic Nice Natation          | 59 s 40        | Mélanie Henique (Q) Amiens Métropole Natation           | 59 s 57        |
| 200 m      | Lara Grangeon (Q) CN Calédoniens                                              | 2 min 11 s 57  | Marie Wattel (Q) Olympic Nice Natation          | 2 min 12 s 86  | Barbora Zavadova (Q) St-Amand Natation Porte du Hainaut | 2 min 13 s 45  |
| 4 nages    |                                                                               |                |                                                 |                |                                                         |                |
| 200 m      | Charlotte Bonnet (Q) Olympic Nice Natation                                    | 2 min 13 s 33  | Lara Grangeon (Q) CN Calédoniens                | 2 min 15 s 25  | Fantine Lesaffre Mulhouse ON                            | 2 min 16 s 42  |
| 400 m      | Lara Grangeon (Q) CN Calédoniens                                              | 4 min 40 s 57  | Charlotte Bonnet (Q) Olympic Nice Natation      | 4 min 44 s 01  | Fantine Lesaffre Mulhouse ON                            | 4 min 47 s 00  |